# Ксенії
Ксе́нії (від грец. xenia — гостинність) — в античній поезії — лаконічні дотепні вірші з похвалою на чиюсь адресу.
Найпопулярнішим автором ксенії вважається римський поет Марціал. Зверталися до цього жанру Йоганн Вольфганг Гете, Фрідріх Шиллер. У сучасній українській поезії ксенії майже не спостерігаються, хоча подеколи трапляються, набуваючи епіграмного вигляду.